# Belvosia vittata
Belvosia vittata là một loài ruồi trong họ Tachinidae.